# Superpuchar Malty w piłce siatkowej mężczyzn
Superpuchar Malty w piłce siatkowej mężczyzn – cykliczne rozgrywki w piłce siatkowej organizowane corocznie przez Maltański Związek Piłki Siatkowej (Malta Volleyball Association), w których rywalizują ze sobą mistrz i zdobywca Pucharu Malty. 

## Triumfatorzy
| Edycja | Data       | Miejsce spotkania                  | 1. miejsce                                             | 2. miejsce                                             | Wynik spotkania                         |
| ------ | ---------- | ---------------------------------- | ------------------------------------------------------ | ------------------------------------------------------ | --------------------------------------- |
| ...    |            |                                    |                                                        |                                                        |                                         |
|        | 14.09.2002 | Corradino Sports Pavilion, Paola   | Fleur-de-Lys FEB                                       | Pembroke XIL                                           | 3:0                                     |
|        | 04.10.2003 | Cottonera Sports Complex, Cospicua | Fleur-de-Lys FEB (Mistrz Malty)                        | Pembroke (Zdobywca Pucharu Malty)                      | 3:0 (25:19, 25:23, 27:25)               |
|        | 2004       |                                    |                                                        |                                                        |                                         |
|        | 2005       | Cottonera Sports Complex, Cospicua | Kerygma                                                | Fleur-de-Lys FEB                                       | 3:1                                     |
|        | 27.10.2006 | Cottonera Sports Complex, Cospicua | Aloysians Lipton Ice Tea                               | Kerygma                                                | 3:0 (25:17, 25:19, 25:22)               |
|        | 07.10.2007 | Cottonera Sports Complex, Cospicua | Aloysians (Mistrz Malty)                               | Fleur-de-Lys FEB (Zdobywca Pucharu Malty)              | 3:2                                     |
|        | 12.10.2008 | Cottonera Sports Complex, Cospicua | Fleur-de-Lys FEB (Finalista Pucharu Malty)             | Valletta Mapei (Mistrz i zdobywca Pucharu Malty)       | 3:0 (25:20, 25:20, 25:21)               |
| —      | 2009       |                                    |                                                        |                                                        |                                         |
|        | 16.10.2010 | Cottonera Sports Complex, Cospicua | Valletta San Antonio (Mistrz i zdobywca Pucharu Malty) | Aloysians Defenders (Finalista Pucharu Malty)          | 3:1 (23:25, 25:20, 26:24, 25:16)        |
|        | 02.10.2011 | Cottonera Sports Complex, Cospicua | Valletta San Antonio (Mistrz i zdobywca Pucharu Malty) | Attard Tenovar (Finalista Pucharu Malty)               | 3:1 (25:27, 25:22, 25:22, 25:16)        |
|        | 07.10.2012 | Cottonera Sports Complex, Cospicua | Aloysians Defenders (Finalista Pucharu Malty)          | Valletta San Antonio (Mistrz i zdobywca Pucharu Malty) | 3:2 (15:25, 30:28, 26:28, 25:18, 16:14) |
|        | 06.10.2013 | Cottonera Sports Complex, Cospicua | Valletta San Antonio (Wicemistrz Malty)                | FDL Office Group (Mistrz i zdobywca Pucharu Malty)     | 3:1 (25:27, 27:25, 25:19, 25:14)        |
| —      | 2014–2015  |                                    |                                                        |                                                        |                                         |
|        | 23.10.2016 | Cottonera Sports Complex, Cospicua | Valletta Mapei (Mistrz Malty)                          | Fleur-de-Lys (Zdobywca Pucharu Malty)                  | 3:2 (25:20, 21:25, 25:15, 18:25, 15:13) |